# 에버하르트 폰 마켄젠

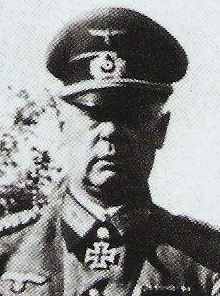
에버하르트 폰 마켄젠

에버하르트 폰 마켄젠(Eberhard von mackensen, 1889년 9월 24일 ~ 1969년 5월 16일)은 아우구스트 폰 마켄젠의 아들이다. 제2차 세계 대전에 참전했고 전후 전쟁범죄로 인해 형을 선고받았다. 최후의 후사르라고 불리는 아버지와 달리 나치의 장교였다.